# 海津知香
海津 知香（かいづ ちか、1981年9月10日 - ）は、日本の元グラビアアイドル。千葉県出身である。元所属事務所はスリーシーズンである。

## 来歴
1994年
和洋国府台女子中学校に入学する。
1997年
中学校を卒業し、不二女子高等学校に入学する。高校時代には、雑誌『cawaii』『egg』で読者モデルをしていた。
1999年
高校3年の時に、講談社の雑誌『週刊ヤングマガジン」が主催する「ミスヤングマガジン」準グランプリを受賞する。
所属事務所をスリーシーズンとして、活動を開始する。
WOWOWのテレビドラマ『天然少女萬NEXT-横浜百夜篇』に出演する。女性歌手ユニット・『天然少女EX』としても活動する。
これ以降、主にテレビドラマやビデオ映画に脇役で出演の他、ヤングマガジン、週刊プレイボーイなどの雑誌グラビアで活躍する。
2000年
テレビ朝日系娯楽番組『人気者でいこう!』などに出演する。
所属事務所は、スリーシーズンからビィアンドビィプロダクションに移って、活動する。
2001年
9月公開の映画『LADY PLASTIC』に「山口梨奈」役で出演する。本作は、30年間製作中止となっていた映画の撮影現場で巻き起こる奇怪現象の数々を語り明かす深谷陽作の同名ホラー漫画を、小嶺麗奈主演で映画化したものである。所属事務所はリスペクトに移り、活動する。
2004年
11月、初のイメージDVD『K:eyes』をベガファクトリーから発売する。
所属事務所は、ワンペアに移って活動する。

## 人物
血液型はO型。2010年時点で、身長162cm、スリーサイズはB86,W59,H84である。
趣味・特技はウェイクボード、パソコンである。

## 主な出演作品

### 映画
- LADY PLASTIC（2001年9月29日公開。ハマーズ）- 「山口梨奈」役で出演。

### テレビドラマ
- 天然少女萬NEXT-横浜百夜篇（1999年11月25日・26日、WOWOW）瀬奈 役

### バラエティ
- 人気者でいこう!（2000年、ABC制作、テレビ朝日系）
- WHAT’s up（2000年、テレビ東京）

## 書籍

### 写真集
- H.E.（1999年、英知出版）

## DVD
- K:eyes（2004年11月8日発売。ベガファクトリー）

## コンテスト
- ミスヤングマガジン'97 準グランプリ（1997年）